# Nehardea
Nehardea was de naam van een joodse nederzetting ten noorden van de stad Ctesifon in het toenmalige Parthische Rijk, in het huidige Irak.
Vooral na de vernietiging van de tempel van Jeruzalem in het jaar 70 vestigden zich veel joden buiten de grenzen van het Romeinse Rijk en dit versterkte de al sinds de Babylonische ballingschap in Mesopotamië aanwezige joodse gemeenschap. Nehardea werd daarmee een belangrijk joods centrum waar een aantal joodse en ook gnostische en christelijk sekten ontstonden.
Het is waarschijnlijk in deze omgeving dat de profeet Mani opgroeide. Hoewel zijn leer ook sterke invloeden van het zoroastrisme vertoont, beschouwde hij zichzelf een apostel van Jezus Christus en dit laat wel zien dat er in dit deel van het Parthische Rijk uitwisseling van religieuze denkbeelden plaatsvond. De precieze invloed van het zoroastrisme op het jodendom en christendom is echter niet duidelijk en ook nooit erg goed uitgezocht.